# Leucanopsis siegruna
Leucanopsis siegruna là một loài bướm đêm thuộc phân họ Arctiinae, họ Erebidae.